# Історія журналістики
Істо́рія журналі́стики — це наука про розвиток масовоінформаційної діяльності від зародження до наших днів, включаючи всю множинність явищ (як друкованих, так і електронних органів масової інформації).
Журналі́стика — це професійна діяльність, яка полягає в зборі, переробці й поширенні інформації через засоби масової інформації.
Сам термін «журналістика» походить від французького слова «journal», що означає «щоденник», «журнал». В англійській мові українському слову «журналістика» відповідає «journalism», а в німецькому — «Journalistik».
Корінням журналістика йде до протожурналістики.

#### Протожурналістика античності
Агора (міська площа) — центр політичного та релігійного життя полісу.
Глашатаї — люди, які оповіщали горожан про головні події.
Софісти — промовці
Логографи — складальщики судових промов (Демосфен)
Публічні написи.

### Журналістика Давнього Риму
Журналістика як свої культурно-цивілізаційні передумови має античні, давньогрецькі і давньоримські медійні паростки. Саме слово «журналістика» походить від лат. diurnalis — «щоденний», яке у Давньому Римі було утворено від словосполучення «Acta diurna» («Acta diurna populi Romani») — «Щоденні події» — першої європейської газети. «Acta diurna» (оригінал) були покритими білим гіпсом дошками, які щоденно вивішувалися для ознайомлення на римському Форумі. «Щоденні події» містили інформацію не тільки офіційного, але й світського характеру. Крім того, за наказом Цезаря було створено тижневик «Коментаріус рерум новарум» («Записки про нові події»), що мав наклад майже 10,5 тис. примірників — його переписували 300 рабів. «Acta diurna» передували «Acta Senatus» — протоколи засідань римського сенату, але останні були обмеженими у доступі. Гай Юлій Цезар після вступу (59 р. до н. е.) на консульську посаду «першим наказав складати й обнародувати щоденні звіти про зібрання сенату і народу». За форматом «Acta diurna» були скоріше дайджестом, що інформував про постанови, ухваленні сенатом. Рукописні варіанти розсилалися по провінціях Римської імперії з метою ознайомлення влади на місцях із рішеннями центральної влади. Їх, як й інші документи того часу, розвозили tabellarii — листоноші, долаючи за добу відстань до 50 римських миль або 75 км. Спочатку поширення офіційної інформації у давньому Римі забезпечувалося написами — inscriptions, що розміщувалися на стінах римського Форуму, на яких прикріплювалися спеціальні дошки. Так, стіна колишнього царського палацу — Alba Regia — призначалася для стислих записів про найбільш вагомі події. Про справи повідомлялося за допомогою album — вкритих білим гіпсом дощок. Album, що на ній розміщувалися, відкривалися іменами консулів та суддів, під якими вже й записували офіційну інформацію. Наприкінці року ці дошки переносилися до сховища на римримському Форумі — tabularia, де й зберігалися. Наступник Гая Юлія Цезаря Октавіан Август відмінив звичай публічно повідомляти римлян про політичні події в сенаті та й сама роль сенату стала зменшуватися. Але наступні імператори відродили практику, уведену Цезарем. Утім, «Acta diurna populi Romani» не завжди відігравали тільки позитивну роль, розповсюджуючи інформацію. Збільшення блоку світських новин вартувало життя деяким їх героям. Так, історик Тацит повідомляє, що інформація про витівку сенатора Тразеї, який відмовився вітати імператора Нерона зі смертю його матері, що потрапила до «Щоденних подій», стало причиною його загибелі. Посилаючись саме на газету, недоброзичливці сенатора підбурили імператора проти нього, і той добився згоди римського сенату на страту Тразеї. Між тим, не тільки у Римі стіни будинків заміняли сучасні дошки оголошень, а також античну протогазету. Проведені у Помпеях та Геркуланумі розкопки показали, що і в цих містах потреба в обміні інформацією задовольнялася також настінними написами. Серед них зустрічається і політична агітація: голосувати за того чи іншого на посаду едила; і оголошення, наприклад, про проведення гладіаторських боїв, і послання особистого характеру. Отже, інформацією ділилися і писали, хто на що був гаразд. У Помпеях збереглися і криптограми — потаємні написи ранніх християн.

#### Збирачі інформації у Давньому Римі
Збирання і розповсюдження інформації було викликане різними причинами: воєнними, політичними, комерційними і просто особистими. Не завжди професія журналіста користувалася повагою. Збором інформації спочатку займалися люди у своїх власних інтересах, їх не наймали, але годувалися вони саме за рахунок чуток, які потім використовували у комерційних цілях. Сикофанти давньогрецьких полісів уважно прислуховувались до всього, що можна було почути в громадських місцях, особливо на агорі, на якій вирувало торговельне, політичне — узагалі публічне життя афінян і коринфян, фіванців і мілетців. Почувши щось корисне для себе, вони могли використати отриману інформацію або порушивши судову справу, або спробувавши шантажувати людину, якій, можливо, було дешевше відкупитися. Інформація у даному випадку існувала в усній формі, у такій же спосіб і розповсюджувалася. У Давньому Римі за послугами зі збору інформації зверталися політичні діячі та поважні особи з метою бути в курсі того, що відбувається у політичному, соціальному і культурному житті міста і країни. Люди, що за плату збирали різноманітну інформацію і повідомляли про все, що відбувалося, свого замовника, називалися operarii — «ремісники», «трудящі». Цицерон називав їх compilations — компіляторами. Багато хто з них був греками, що шукали заробітку. Разом із тим, таких operarii'в не допускали до світських новин, оскільки соціальний статус їх був низьким. Але там, де йшлося про різноманітні міські чутки: скандали, театральні вистави, бої гладіаторів і просто плітки, послуги operarii'в були незамінними. Іншу групу античних «репортерів» складали друзі і клієнти. Будучи римськими громадянами, у тому числі й високого рангу, — тут все залежало від кола, в якому обертався замовник інформації, — вони мали доступ до новин, що циркулювали в кулуарах влади. У Римі І ст. до н. е. збір інформації за плату вже став професією, хоча цим могли займатися і раби, і вільновідпущеники, і клієнти.

#### Ознаки журналістики Давнього Риму
Переслідувань за розповсюдження недостовірної інформації на той час не існувало, або слід було б вважати, що вся інформація була відповідною дійсності. Важливим напрямом збирання інформації були чутки про родовід людини, її моральні якості, наприклад, про любовні походеньки, особливо з гомосексуальною забарвленістю, про статки та джерела їх походження тощо. Зазвичай таку інформацію людина приховувала, тож і здобути її багато чого було варте. Про використання подібної інформації свідчать промови грецьких і римських ораторів: Лісія, Демосфена, Есхіна, Цицерона, Саллюстія. У цьому плані їм було що сказати про Аристогітона (Лісій), Катиліну, Верреса, Антонія та інших політичних діячів (Цицерон), і одне про одного (крім Лісія, який сам не судився і політичною діяльністю не займався).

### Журналістика Давньої Греції
У Давній Греції існувала богиня — покровителька інформації — Чутка або Feme (Fama), в якої було сто вух та сто очей. За Вергілієм, Fama вдень зверху спостерігала за усім, що коїлося у місті, а вночі розносила як вірні, так і брехливі чутки про те, що побачила. Ще одним шляхом передання і поширення інформації були приватні листи, що сприяли формуванню своєрідного античного літературного жанру — epistola (epistula — лист, письмо). Листувалися не тільки римляни: Цицерон і Гай Юлій Цезар, Саллюстій Крісп, але й набагато від них раніше: Демосфен, Епікур і, навіть, Діоген Синопський. У листах повідомлялися не тільки відомості з особистого життя кореспондента, але різноманітні чутки, що або привернули увагу автора листа, або повідомлялися на прохання адресата. Можливо, тому листи давніх греків, що дійшли до нас, і в основному належали філософам, риторам і поетам, тобто інтелігенції того часу, більше відображають особистісні риси авторів, що зосереджені на собі. Епістолярний жанр можна розглядати як зразок античної документальної прози та інформаційного жанру протожурналістики. Найважливіше місце у Стародавній Греції посідали усні форми масової комунікації, складові якої — епічна поезія, міжособистісне й групове спілкування, ораторство, інформування через вигукування оголошень, проведення ритуалів тощо. Деякі науковці вважають, що Давня Греція стала справжньою колискою журналістики, а явища, які виникли у той час, існують і зараз, у XXI ст.

### Виникнення журналістики в Давньому Китаї
Початки писемної китайської журналістики більшість учених виводять зі збірки «Весна та осінь» (VII ст. до н. е.). Звичай збирати інформацію в найбільш важливі пори року — весною та восени — мав розповсюджену практику. Крім того, існували офіційні бюлетені (дао), що видавалися правителями у випадках важливих церемоній, тексти наносилися на бронзові вироби. Як вважає дослідник китайської журналістики Г. Сергеев, ці документи (пізніше вони увійдуть до книги «Шуцзін») використовували родові функції журналістики. Такі офіційні повідомлення, копії імператорських декретів стали змістом китайських газет періоду правління Танської династії (618—907 р. н. е.) — дібао, потім офіційно санкціонованих чжоубао (для всіх), сяобао. Оскільки більшість підданих були неосвічені, то для них спеціально вивішувалися ілюстровані новини. Що ж до цензури, то засобом формування та контролю суспільної думки ще у І ст. до н. е. була «Музична палата» (Юефу), яка вивчала народні пісні, переробляла їх у потрібному напрямку, породивши особливу форму передачі інформації — через музичну епіграму, баладу. Крім того, до функцій «секретаріатів» імператорських урядів входило рецензування офіційних вісників. Традиційність китайського національного менталітету, авторитарність влади гальмували поширення ксилографічного та книгодрукарського досвіду, затримавши незмінними періодичні видання майже до XIX ст.

## Журналістика епохи Середньовіччя

### Письмове розповсюдження інформації
Панування релігійної ідеології зменшило діапазон публіцистичної творчості, дистанціювало вчену культуру кліриків від народної, переважно усної, культури. Співвідношення народної («фольклорної») та офіційної («вченої») традиції є продовженням проблеми існування усної та писемної культури. Середньовіччя чітко протиставило два регістри культури: високу елітарну та побутову низьку. Поділ суспільства на неосвічених illitterati, idiotae та грамотних, освічених людей відображав специфічну культурну ситуацію: книжна, писемна культура була наче островки серед моря систем усної комунікації та трансляції культурних цінностей. Реальність світу небесного в уяві середньовічної людини поєднувалася з побутовою життєвою практикою, зумовлюючи особливу сакральну та профанну змішаність, або ж просторову «неперервність» (термін Ле Гоффа). На зміну постійно новому циклічному часу античності приходить тривалий, аграрний та церковний час середньовіччя, ознаками якого вчені вважають подієву ненасиченість, строгу підпорядкованість літургійним святам, залежність від економічних і соціальних структур. Ці епохальні подробиці дозволяють пояснити майже повну відсутність інформаційних інституцій: саме розуміння періодичності й точної фіксації часу — необхідних характеристик повідомлення — знаходилося в прямій залежності від соціальної ієрархії. Як і писемність, міра часу була власністю могутніх верхів. Феодально замкнене господарство у середні віки звузило можливості громадських і культурних зв'язків, але не знищило потребу в інформаційному обміні, впровадженні нових типів комунікативних стосунків. Найпоширенішим жанром журналістики були в цей час агіографія та історичні хроніки. Саме вони за своїм призначенням близькі до сучасних газет, оскільки схожими засобами фіксували важливі поточні події, для більшої зацікавленості читачів описували фантастичні чутки і пригоди, суб'єктивно оцінювали своїх героїв. Втім, історіографічні пам'ятки були не єдиними факторами писемного поширення інформації. Якщо сага, літопис повертав читача до минулого, то конкретна сучасність, подробиці жиггя пересічних громадян відбилися в моралізаторських «прикладах» (exempla), у міській політичній пісні, в «покаянних книгах», в інших неофіційних текстах, що створювалися на противагу феодальній пропаганді. Для декого створення таких текстів і їх поширення стали професією (барди, мінезингери, скальди, трубадури, рапсоди, кобзарі, скоморохи, жонглери). Пенітенціалії описували народні забобони, магічні обряди, ворожіння, чаклунство. Ці марновірства, на думку дослідників, були фактами колективної свідомості і поведінки, а участь у масових діях (ритуалах, святах, жертвоприношеннях) сприяли усталеності цих колективів у аграрному суспільстві. Формувалася певна структура літературних дидактичних жанрів. Наприклад, Exempla (XIII ст.) являли собою моралізаторську ілюстрацію проповіді. Складалися навіть збірки таких «прикладів», своєрідні методички для проповідників. Особливе місце в середньовічній публіцистиці займали полемічні трактати про авторитет світської та духовної влади. Суперечка про два мечі не обмежилася жанрами офіційної культури (памфлети Петра Красса, П'єра Дюбуа, юридичні трактати лепетів, епістолярії релігійних діячів), але й вихлюпнулася на вулиці міст, набуваючи гарячих прихильників і серйозних опозиціонерів.

#### Усне розповсюдження інформації
Усне розповсюдження інформації набувало різних форм відповідно до загального характеру середньовічного мислення. «Усна газета», хоча і в зредукованій формі, пройшла через усе середньовіччя. Наприклад, у Франції існував «громадський гомеродром», до обов'язків якого входило щоденне оповіщення жителів про найважливіші міські новини. Великою популярністю користувалися також жонглери — «ходячі хроніки» свого часу. Цих головних носіїв поетичної творчості до появи у XIII ст. міської поезії в Іспанії називали — хугларами, в Німеччині — шпільманами. До речі, інформаційні функції професії відбилися й на жанрових ознаках деяких форм поезії трубадурів. Так, тенсона виникла з діалогу двох жонглерів — «потішників»; сірвента своєю полемічною стилістикою нагадує середньовічні політичні дискусії. Молитви та проповіді стають головними формами релігійної усної комунікації. Загальнодоступність змісту, використання знайомих образів і порівнянь робить проповідь універсальною, близькою до народу. Проповідь супроводжувалася мандрами й аскезою. Крім того, відлучені за релігійні погляди від монастиря клірики також вдавалися до подорожувань. Лицарі і селяни, прочани і волоцюги, вчені і колоністи, жонглери і школярі, співці і прокажені стають пілігримами Середньовіччя. Особливе місце в цих пересуваннях мали візити королівських і духовних осіб до Візантії, військові та хрестові походи. До того ж, на межі XII—XIV ст. у Західній Європі з'являються заклади на зразок вищої школи. У густозаселених місцях учителі-бакалаври та школярі-спудеї об'єднувались у своєрідні корпорації — прообрази перших університетів. Так, в Італії в 1189 р. виник Болонський університет, у 1224 — Неапольський, у 1303 — Римський. Англійській Оксфордський діяв з XII ст., Кембріджський відкрився у 1202. Паризька Сорбонна почала діяти в 1257 p., а іспанський Сієнський університет — у 1240. Згодом виникли Краківський (Ягеллонський), Віденський, Гейдельберзький, Лейпцізький, Кенігсберзький та інші університети. Поява власне журналістики пов'язана зі зміною феодального принципу локального обмеження. Як вважають дослідники, для виокремлення журналістики в оригінальну форму недостатньо просто налагодження шляхів передачі інформації. Потрібні були розширення комунікаційних зв'язків, технічна і матеріальна готовність до газетного виробництва, створення «соціального замовлення» на періодичну інформацію. Для перших таких спроб характерний своєрідний «персональний» журналізм, коли видавець, збирач новин, автор, редактор поєднуватися в одній особі. Це добре простежується в рукописній періодиці XV—XVI ст.

## Європейська журналістика XVII— XIX ст

### Німецька журналістика
Середньовічна Німеччина багато в чому була спадкоємицею традицій Римської імперії. Цим зумовлене й тривале панування рукописних видань, які паралельно з друкованими існуватимуть до XVIII ст. Листки-новини і листки-газети — попередники періодичних видань — іменувалися по-різному («aviso», «novo», «Zeddell», але найбільш поширеною була назва «цайтунг». Хоча, як вважають дослідники, слово «газета» у значенні «повідомлення» вживалося в кельнському регіоні ще в 1300 р., але вперше з'явилося в заголовку видання лише в 1502 р. «Newe Zeytung von orient und affgange». Щоб отримувати оперативну інформацію, заможні люди утримували платних кореспондентів у великих торговельних містах.
Вирішальним для розвитку такої «індивідуальної» інформаційної комунікації було геополітичне становище Німеччини. В XIV—XV ст. Італія. Аугсбург, Страсбург, Нюрнберг стають інформаційними і видавничими центрами. Листи-газети стають помітними ознаками цього часу. Реформація продовжує традицію писемної публіцистики різноманітними листівками, зверненнями, промовами, летючими листками. Великі тиражі та неодноразові перевидання творів Мартіна Лютера значно розширюють межі індивідуального спілкування. Проповіді Мюнцера і Меланхтона, «Листи темних людей» Гуттена започатковують традиції політичної журналістики. Масовість і періодичність стають невід'ємними рисами і рукописних газет XVI ст., з появою яких дослідники і пов'язують зародження німецької преси. Причому, підготовка, переписування та розповсюдження цього виду газети тісно пов'язані з діяльністю поштових станцій, осередків інформаційного обміну.
Менш розповсюдженими були так звані «фуггер-газети». Локальний характер їх повідомлень, наявність приватного листування, секретної інформації, цензурний контроль не дали можливості поширитися цьому різновиду рукописної преси. Але їх засновник — банкір і лихвар Якоб Фуггер увійшов в історію і як перший монополіст у торгівлі індульгенціями. Відомий монах Тецель, який викликав гнів і обурення Мартіна Лютера, був одним з агентів банкірського дому Фуггерів. Торговельний дім Фуггерів у Лейпцигу мав численні комерційні зв'язки практично з усіма європейськими державами, королівськими дворами і навіть з римською курією. Інформація стала для них звичайним товаром, як і все інше. Торговельні агенти служили кореспондентами, збираючи інформацію ділового, політичного та загального характерів. Ці повідомлення, погруповані і переписані, ставали «газетами» банкірського дому Фуггерів і розповсюджувалися в Європі протягом 1568 і 1605 рр.
Поступовий розвиток ЗМІ відбувався паралельно зі становленням інституту цензури. Університети виконували цензорні функції, а з початку XVI ст. створено окремі цензурні комісії в окремих округах. Складаються переліки заборонених книг, чіткіше формулюються вимоги до видань, установлюються заходи покарання для порушників. Незважаючи на це, Німеччина стала однією з перших країн, де з'явилася друкована газета. Поява першої багатосторінкової газети, що містила суспільно важливу інформацію з усього світу, датується в Німеччині 1605 роком. Йоганн Каролюс, книготорговець, засновує у Страсбурзі тижневик «Relation: Aller Furnemmen». У ній містилися новини про всі видатні і визначні події, що відбувалися у Верхній і Нижній Німеччині, Франції, Італії, Шотландії, Англії, Іспанії, Угорщині, Польщі, Молдавії, Туреччині. З 1609 відомі тижневики-«реляції», що виходили в Аусбургу. За своїм змістом це були різні рукописні (потім друковані) видання, де на 4 сторінках на всю площину шпальти містилася суха інформація та повідомлення. Щотижневі періодичні видання ставали дуже популярними і засновувалися в інших містах: 1616 р. — Гамбург, 1617 р. — Берлін, 1620 р. — Магдебург, Нюрнберг, Росток, Брауншвейг, Кельн. До кінця XVII ст. газета завоювала Німеччину. У період з 1609 по 1700 рр. було зафіксовано близько 200 різних періодичних видань. Найактивніше розвивалася преса в саксонських феодальних князівствах, де книги звільнялися від акцизів і пресингу цензури.
Початки німецької журнальної періодики припадають на 1682 р. Тоді професор Отто Менке починає видавати в Лейпцигу латинськомовний журнал «Acta Eruditoritum» («Наукові записки»), який проіснував до 1731 р. Просвітницька преса була представлена такими повчальними виданнями: «Der Vernunfter» («Розумник», 1713—1714), «Die lustige Fama» («Весела звістка», 1718), «Der Freigeist» («Вільнодумець», 1745), «Der Hipochondrist» («Іпохондрик», 1762) тощо. А на 1848 р. припадає поява першого німецького інформаційного агентства. Воно називалося «Telegrafisches korrespondenzbuero (B. Wolff)» («Телеграфне кореспондентське бюро (Б. Вольф*». Його засновник — Бернхард Вольф. На початках новини були тільки біржовими, а потім стали доповнюватися і новинами політичними. Але надалі розвиток журналістики в Німеччині призупинився через економічні та соціально-політичні причини. Натомість перші позиції в Європі завойовує англійський і французький періодичний друк, що виник хоча й дещо пізніше від німецького, але у XVIII ст. обігнав його як за темпами розвитку, так і за рівнем змісту та якістю підготовки представників цієї професії.

### Французька журналістика
Французька журналістика з перших своїх кроків якісно відрізнялася як від німецької, так і від англійської періодики своєю змістовністю. Періодичні видання з'явилися у Франції дещо пізніше, ніж у Німеччині та Італії, але щоденне життя цікавило ще перших французьких хронікерів. Елементи журналістики були присутні і в «Газеті паризького містянина» (1409—1444 рр.), і в «Скандальній хроніці» Жан де Труайе (1461—1483 рр.), і в «Газеті паризького містянина» часів Франциска І (1515—1536 рр.). Винахід друкарського верстата Гутенбергом не залишився непоміченим у Франції. З 1470 року ректор Сорбонни Гійом Фіше і пріор Жан Ейніен були захоплені ідеєю створення друкарні при університеті. ЇЇ перша продукція з'явилася в 1475 році.
Неповторним національним явищем французької журналістики були canard. Canard можна назвати французьким журналістським фольклором. Спочатку вони не були самостійною формою публікації. Canard як самостійна форма публікацій, що набула значного поширення в XVI—XVII ст., були брошурами форматом 80 на 125 мм і обсягом 8-16 сторінок. Вони друкувалися на дуже поганому папері з величезною кількістю помилок і, проте, залишалися дуже популярними. Їх продавали біля стін королівського палацу, голосно викрикуючи неймовірні назви, що привертали покупців своєю сенсаційністю. Популярними були релігійні видання.
Відомою є газета «La Gazette», яка отримала назву від данини дрібної срібної монети (gazetta), якою венеційці оплачували свої рукописні «avvisi». Спочатку в «Газетт» друкувалися в основному новини з-за кордону, при цьому велика частина їх бралася з німецьких, італійських і голландських газет. Але поступово з розвитком газети в ній усе більше уваги приділяється внутрішній інформації, а новини з-за кордону вже виходять «з перших рук». «Газетт» залишалася лідером французької преси ще на довгі роки. Навіть першій французькій щоденній газеті «Журналь де Парі», що виникла в 1777 році, важко було з нею конкурувати.
Не сприяли розвитку преси різні цезурні переслідування. У дореволюційній Франції цензурні заборони носили драконівський характер — одна з королівських декларацій (1757) оголошувала смертний вирок «усім, хто буде помічений у складанні та друкуванні творів, де будуть напади на релігію, образа королівської влади чи порушення порядку чи спокою у державі». До Французької революції про незалежну політичну пресу говорити практично неможливо — вона просто не могла існувати за такої цензури.
Політична преса народилася у Франції у 1789 р., коли практично всі політичні партії зрозуміли важливість періодичного друку. Майже всі лідери революції виступали в ролі редакторів власних газет — Мірабо, Марат, Бабеф, Робесп'єр, Демулен. Революція 1789 р. зняла всі цензурні заборони щодо друку. Передові газети революції: — «Patriot Franscais» («Патріот Франції»* (1789—1793*. Видавець — Жан-П'єр Бріссо; — «L'Ami du peuple» («Друг народу»* (1789—1793*. Видавець — Жан-Поль Марат.
За часів Наполеона найбільш помітним явищем періоду Імперії варто назвати газети Луї Франсуа Бертена, зокрема «Journal Franscais» («Журнал Франції»), «Eclair» («Блискавка»), остання з яких в 1797 р. закрита, а сам Бертен утік, щоб уникнути арешту. У 1811 р. Наполеон готує постанову про закриття майже всіх газет у Франції. У Парижі їх залишилося лише 4 — «Journal de Paris», «Gazette de France», «Monituer» («Наставник»), «Journal de l'Empire». Після падіння режиму Наполеона у 1814 р. Конституційна хартія відновила свободу слова, яку тут же перекреслив закон від 21 жовтня 1814 р., який вводив цензуру для всіх періодичних видань і творів, обсяг яких не перевищував 20 друкованих листків. Але навіть ці обмеження в порівнянні з антижурналістською політикою Наполеона вважалися послабленнями, і до 1824 р. у Парижі виходило 12 щоденних газет. У період з 1814 по 1830 рр. французький уряд сім разів змінював цензурні правила. У 1835 р. у Парижі Шарлем Луї Гавасом засновано також перше інформаційне агентство «Гавас».

### Англійська журналістика
Журналістика в Англії почалася так само, як і в Німеччині та Італії, з рукописних відомостей. Але з'явилися вони на острові дещо пізніше і за походженням були німецькими або голландськими, тобто це переклади англійською мовою європейських листків новин, складених Альдамі, Фуггером чи іншими менш відомими збирачами та розповсюджувачами інформації. До кінця XVI ст. рукописні листки новин, що називалися в Англії «News», витіснили друкарські видання «Ballada of the News» («Балади новин»). Їх можна вважати безпосередніми попередниками англійських газет.
На початку XVII ст. в Англії з'являються друкарські видання періодичного характеру. Перша англійська газета вийшла у Лондоні 21 вересня 1621 р. під назвою «Corante, or Weekly Newes from Italy, Germany, Hungary, Poland, Bogemia, France and the Low Countreys» («Вісті, чи Щотижневі новини з Італії, Німеччини, Угорщини, Польщі, Богемії, Франції та інших країн»).
Політична ситуація в Англії в 1620-х рр. перешкоджала розвитку незалежного періодичного друку. Тому перші англійські газети з'явилися у вільній від цензурних заборон Голландії. У 1620 р. в Амстердамі публікувалися щотижневі газети, тираж яких швидко розповсюджувався в Англії. Ці видання мали комерційний успіх. Але період домінування голландських газет в Англії тривав недовго.
У листопаді 1641 р. англійці вперше отримали можливість дізнаватися про парламентські новини зі шпальт тижневика Семюеля Пека «The Heads of Several Proceedings In This Present Parliament» («Основні події, що відбуваються у нашому парламенті»). У 40-ві роки періодичність англійських «Меркуріїв» (це слово стає майже синонімом слова «вісник») стабілізується. Політична дискусія переноситься на сторінки газет. Епоха реставрації ще більше ускладнила становище англійської преси. Затверджений Карлом II «Акт про друк» (1662) мав ще жорстокіший характер. У країні знову виходили лише дві газети — «The Intelligencer», «The News». У Англії доби революції засобом ведення політичної дискусії слугували памфлети, а не газети.
З початком XIX ст. спостерігається розквіт періодичного друку: в 1810-ті рр. тільки в Лондоні видавалося понад 30 журналів, а в 1820-ті рр. — вже близько 100. Найбільш популярними та впливовими у сфері культури та суспільно-політичного життя були. Щоквартальний журнал «The Edinburgh Review» заснований у столиці Шотландії Единбурзі в жовтні 1802 р. як орган партії вігів. Він одним із перших почав виплачувати великі гонорари авторам. Головним редактором видання протягом 27 років незмінно залишався Френсіс Джеффрі. Поміркований консерватизм журналу сподобався публіці, а його літературні судження мали великий вплив на письменників та читачів. Подібними були й інші журнали. Так, щоквартальник «The Quarterly Review» заснований у Лондоні як видання консерваторів. Його «хрещеним батьком» став Вальтер Скотт, а першим редактором — публіцист і сатирик Вільям Гіффорд. Прославився також критичними оглядами та літературними скандалами.
На межі XVIII—XIX ст. газети в Англії не мали такого впливу на суспільну думку, як журнали. Але саме в цей час з'явилася газета, яку сьогодні вважають синонімом респектабельності британської преси. Її засновником став Джон Волтер, який у 1785 р. почав видавати газету «Universal Daily Register» («Універсальний щоденний журнал»). У 1785 р. видання перейменовано на «The Times», і під цією назвою газета ввійшла в історію світової преси. Тиражі британських газет того часу були невеликими, а тому наклад «The Times» 1795 р. у 4800 примірників вважався рекордним. Як і більшості редакторів, Джону Волтеру через свої публікації не вдалося уникнути переслідування. Восени 1789 р. за статтю, спрямовану проти герцога Йоркського, його засудили до штрафу та тюремного ув'язнення на майже півтора року. Публікації та позиція «Таймсу» відіграли важливу роль при таких подіях, як перша парламентська реформа 1832 р., прийняття закону про емансипацію католиків, скасування хлібних законів у 1846 р.

### Російська журналістика
Розвиток Російської імперії XVII—XVIII ст. як у політичній, так і економічній сферах дуже неординарний і специфічний. Росія була відсталою від Європи державою, хоча відбувалися уже певні зміни, реформи, зокрема, за царя Петра І. Перше періодичне видання — газета «Відомості» (1702—1727*) яка саме і відображала протиріччя епохи петровських змін. Газета виходила під безпосереднім наглядом Петра І. «Відомості» подають зразок використання кольорового друку.
Друкувалися до 1711 р. у Москві, потім — у Петербурзі. Ціна за номер — від 2 до 8 грошів, тобто від 1 до 4 копійок. У 1728 р. почали видаватися «Санкт-Петербургские ведомости». З 1728 по 1742 рр. газета мала додаток «Исторические, генеалогические и географические примечания». «Санкт-Петербурзькі відомості» відводили під оголошення 2-3 сторінки, що становило від третини до половини номера.
Остання чверть XVIII ст. — це період інтенсивних пошуків нових ідей та форм у російській журналістиці. З'являються нові типи журналів: театральний — «Российский театр» (1786), літературно-критичний — «Московский журнал» (1791—1792), історичний — «Российский магазин» (1792—1794). Виникають нові типи щотижневиків: критико-бібліографічний — «Санкт-Петербургские ученые ведомости» (1777), медичний — «Санкт-Петербургские врачебные ведомости» (1792—1794). Формується такий різновид періодики, як альманах.
Посилюється увага періодичних видань до літератури, мистецтва, історії, філософії. Журнали та газети все чіткіше визначають свою специфіку у змісті, оформленні, жанрах. Демократично настроєні журналісти активно використовують аналітичні жанри для розповсюдження своїх політичних і філософських ідей. У першій чверті XIX ст. виникло близько 150 нових видань — офіційних і приватних, столичних і периферійних. Цифра більша, ніж за весь попередній період разом. Перевага надавалася журналам. Серед впливових суспільно-політичних видань були журнали «Вестник Европы» (1802—1830) і «Сын Отечества» (1812−1852). Друкувалися тут прогресивно настроєні діячі культури, майбутні декабристи.

## Становлення журналістики в інших європейських країнах
Розвиток журналістики в інших європейських країнах проходив під впливом німецької, англійської та французької періодики. Незважаючи на те, що в таких країнах як Італія і Голландія перші спроби періодичного видання новин робилися раніше, ніж в Англії і Франції, регулярні друковані газети з'явилися тут пізніше і журналістика розвивалася повільніше.
Розповсюдження революційних і визвольних ідей в 30-ті — 40-ві рр. XIX ст. в Європі та розвиток журналістики в Італії тісно пов'язані з діяльністю групи «Молода Італія». Це були газети, що видавалися за кордоном і розповсюджувалися нелегально: «Da giovana Italia» (Марсель), «Tribuno» (Лугано), «Italieno» (Париж), «Apostolato popofer» (Лондон). В Італії вони заборонялися і підлягали знищенню. Справжнього активного розвитку журналістика набула тільки із завоюванням незалежності і створенням єдиної республіки зі столицею в Римі. До 1870 р. в цьому місті видавалася тільки одна газета, орган Ватикану «Osservatore Romano». Після 1871 р. кількість газет в Римі і по всій Італії різко зросла.
Становище журналістики в Угорщині, що була, як і Італія, частиною Австро-угорської імперії, було не ліпшим. Перші газети на цій території виходили латинською і німецькою мовами ще на початку XVIII ст. Це, зокрема, «Mercurius Hungarius». Перша газета угорською мовою з'явилася в 1780 р., вона називалася «Magiar Hirmondo». У 1788 р. в Будапешті став виходити «Magiar Mercurius». Друк у цій країні розвивався дуже повільно і також відчув на собі вплив революційних ідей 30-40 рр. XIX ст. Засновником національної журналістики вважається відомий угорський поет і революціонер Лайош Кошут, що почав займатися журналістикою з 1832 р.
Розвиток журналістики в країнах південно-східної Європи (Греція, Югославія, Болгарія) стримувався турецьким пануванням. У самій Туреччині перша газета з'явилася в 30-ті рр. XIX ст. Це був усього лише реєстр декретів і розпоряджень султана, а також опис придворних свят. Справжні турецькі газети з'явилися в 60-ті рр. у Лондоні, їх видавали емігранти (наприклад, Алі Суаві, Кемалн). Вони мали успіх у Туреччині і вплинули позитивно на деякі зміни в країні, особливо у сфері обміну думками. З'являються сатиричні друковані листки «Переконання», «Час», «Правда»; літературні і дитячі журнали «Літературний архів», «Дитяче читання», «Школа». У 70-ті рр. XIX ст., за даними Саламона, в Константинополі виходила 81 газета, 16 з них — турецькою мовою, 1 — арабською, 1 — перською, 1 — німецькою, 1 — англійською, 12 — грецькою, 13 — вірменською, 4 — болгарською, 29 — французькою, 2 — єврейською та іспанською, 1 — італійською. Поразка в російсько-турецькій війні стала початком репресій преси як носія європейської культури. У Туреччині в цей період була запроваджена строга цензура.
На півночі Європи, в скандинавських країнах, журналістика отримала розвиток в основному в XVIII ст., хоча перша шведська газета «Ordinari Post-Zijdender» з'явилася ще в 1645 р. Згодом вона стала офіційним органом королівства. Назва її кілька разів мінялася. Її редакторами були відомі літератори, наприклад, А. Ю. Стріндберг. Дуже поширеною була дитяча періодика. Вже в 1770 р. король Крістіаном-VII проголосив свободу друку, межі якої були дещо звужені після Великої французької революції.
Перша газета в Данії почала виходити в Копенгагені в 1663 р. німецькою мовою. З 1666 р. стали друкуватися газети данською мовою. Це «Danske Mercurius» (1666 р.), «Extraordinair Relationes» (1672 р.) та деякі інші. Досить рано з'явилися в Данії і журнали. Перший їх них «Der Fremde» («Чужоземець») теж виходив німецькою мовою. У 50-ті рр. XVIII ст. засновуються журнали національною мовою. Найпопулярнішим був журнал «Мінерва», що виходив в 80-ті — 90-ті рр. Перша норвезька газета заснована в 1763 р., але надалі норвезька журналістика розвивалася вельми слабо. Тільки підйом визвольних ідей супроти культурного впливу Швеції стимулював в 20-ті — 30-ті рр. XIX ст. її розвиток.
Журналістика в Україні

## Виникнення української журналістики
Журналістика як явище духовної культури виникає на історичному етапі, коли самодостатньою стає потреба суспільства у масовій інформації. Цьому передують передумови: економічні, політичні, технічні, культурні. Отже, сукупність усіх цих чинників сприяла формуванню націй, розвитку нових суспільних відносин, зародженню преси. Перші її зразки виникли у Римі та Венеції — рукописні листки з найсвіжішими інформаційними повідомленнями, що продавалися за дрібну монету «газетту». З часом це слово перейшло у назву. Рукописну газету змінили друкованою, і в Парижі 30 травня 1631 року вийшов її перший примірник, названий «Ля газетт», що мав 4, а невдовзі 8 сторінок. Журнал виник як додаток до газет. Вперше у 1665 р. у Франції було видано «Журналь де Саван» (журнал науковців*. Надалі преса стає звичним для Європи явищем. В Україні склалися свої передумови появи журналістики. Ще в дожурналістський період були закладені писемні та усні традиції публіцистичної творчості (давньоруські літописи, фольклор кобзарів, полемічна література, козацькі літописи, творчість мандрівних дяків, творчість Г.Сковороди. Таким чином, українська журналістика виникла на основі загальноєвропейських чинників та національних традицій.

### Перші періодичні видання
Перша газета в Україні з'явилася у Львові. 9 липня 1749 року тут вийшов одноденний листок польською мовою «Kuryer Lwowski». Першою газетою в Україні, що відповідає сьогоднішнім уявленням, стала львівська «Gazette de Leopol» («Львівська газета»), яка щотижнево виходила впродовж 1776 року французькою мовою. Виходила форматом 4 сторінки, не завжди регулярно, вийшло 52 номери. 1783 року німець Іван Фрідріх Шіц почав видавати газету-тижневик польською мовою «Листок галицьких новин», що виходив півроку. З 1784 року він отримав назву «Листок львівських новин», а його власницею стала пані Піллерова, видаючи газету весь рік. З 1786 року вона почала видавати польською та німецькою мовами «Львівські тижневі новини» двічі на тиждень. Польська газета проіснувала рік, а німецька — до 1795 року. У 1796—1811 роках видавалася німецькомовна газета «Львівський цісарсько-королівський привілейований листок для інтелігенції». У Львові вперше почав виходити також журнал. Це був ілюстрований літературно-науковий місячник «Зібрання творів цікавих…», що виходив польською половину 1795 року. Вийшло шість чисел, які помістили матеріали з історії, географії, фізики, виховання, перекладені з тогочасних французьких часописів. У 1811 році починає виходити «Gazeta Lwowska», якій судилося стати найтривалішим періодичним виданням в Україні. Вона існувала до 1939 р. Датою народження журналістики в підросійській Україні є 1812 рік. Тут журналістика виникла в Харкові. Цього року вийшло 12 номерів газети «Харьковский еженедельник». Тираж — 600 примірників. Через три роки у 1815-му у Харкові виникла одразу два журнали — «Харьковский Демокрит» і «Украинский вестник».

### Становлення журналістики в Харкові
У 1817 році в Харкові зароджується і фахово-галузева журналістика. Її первістком став журнал «Украинский домовод» — видання для сільського господарства. Вийшло лише два числа під редакцією професора університету Федора Пільгера. У 1817—1823 роках у Харкові виходила газета «Харьковские известия» — єдина на той час газета в усій підросійській Україні. Почав її видавати український учений, літератор, автор підручників з російської літератури й граматики, професор словесності місцевого університету Андрій Вербицький. Газета виходила щотижнево на чотирьох сторінках. Газета є цікавою пам'яткою журналістики, особливо в перший період існування. Вона мала три розділи: «Повідомлення», «Суміш» та «Об'яви». У 1824 році почав виходити «Украинский журнал»; цей літературно-мистецький, науковий і громадсько-політичний тижневик видавався Харківським університетом. Редактором став Олександр Склабовський, ад'юнкт кафедри історії російської літератури. У першому номері було опубліковано програмне звернення: розвивати літературні смаки сучасників, інформувати про науку і мистецтва, критично оцінювати літературні твори, подавати історичні відомості, статті з багатьох наук. За два роки вийшло 48 номерів. Тираж — 600 примірників. «Украинский журнал» (1824—1826) «увібрав у себе всю складність переддекабристської доби, її духовні і політичні шукання». Багато джерел вказують на те, що «Украинский журнал» був продовжувачем «Украинского вестника», адже традиції зберігалися.